# Porto Acre
Porto Acre é um município brasileiro localizado no nordeste do estado do Acre.

## História
Porto Acre foi fundada em 3 de janeiro de 1899 pelo advogado boliviano, José Paravicini, com o nome de "Puerto Alonso", como uma pequena homenagem e reconhecimento ao então presidente da Bolivia, Severo Fernández Alonso Caballero. Nesta época, a cidade era sede do consulado do Brasil na região e permaneceu nessa situação até o fim do século XIX fazia parte do território boliviano, cuja soberania era reconhecida pelo Brasil.
Essa situação mudou em 1899 quando Luis Gálvez Rodríguez de Arias expulsou os bolivianos e declarou independência à República do Acre. Ele renomeou Puerto Alonso para Cidade do Acre e essa se tornou a capital do novo país. A então República do Acre criou uma bandeira, cunhou sua própria moeda, redigiu uma constituição, nomeou ministros e formou um exército. No entanto, Galvez foi deposto e preso depois de alguns meses pelo presidente brasileiro Campos Sales e os bolivianos voltaram a recuperar o controle de seu território.
No início de 1902, José Plácido de Castro aceitou um convite para liderar uma revolta contra a Bolívia. Ele pegou um barco pelo Rio Acre, ostensivamente para realizar levantamentos de terra no sul do Acre, mas ao mesmo tempo, carregado de armas e munições. Ele parou brevemente em Puerto Alonso para encontrar o governador boliviano Lino Romero e avaliar seu futuro oponente. No sul do Acre, ele comandou os seringueiros e outros habitantes para a revolta. Ele então retornou ao Brasil, passando por fora de Puerto Alonso para evitar alertar os bolivianos.
Plácido capturou Xapuri em 6 de agosto de 1902 e no dia seguinte proclamou que o Acre era independente. Em 14 de outubro de 1902, os rebeldes capturaram algumas das defesas externas de Puerto Alonso e o lançamento armado boliviano de Rio Afua, que eles renomearam de Independencia.
Plácido de Castro cercou a cidade em 8 de janeiro de 1903 e lançou um ataque em 15 de janeiro de 1903. Seus homens começaram a cavar trincheiras em zigue-zague nas linhas bolivianas, e eventualmente, com suas forças exaustas e quase sem munição, Romero se rendeu em 24 de janeiro de 1903, e Plácido nomeia o local de "Cidade de Acre" até ser retomada a denominação anterior de "Porto Acre".
Portanto, além de capital do novo país, durante a Revolução Acriana (1899-1903), Porto Acre acabou se tornando um local importantes batalhas.
O Município de Porto Acre foi criado pela Lei estadual nº 1.030, de 28 de abril de 1992, a partir do desmembramento do território do município de Rio Branco. Ele foi instalado em 1º de janeiro de 1993.
A partir da década de 2010, Porto Acre passou a sofrer com movimentos autonomistas de criação de um outro município que compreenderia a atual Vila do V, parte da zona rural de Porto Acre, onde a agropecuária é um setor forte e onde boa parte da população vive. Com a emancipação desse novo município, Porto Acre perderia boa parte de seu território e arrecadação.

## Geografia
O município de Porto Acre ocupa a décima sétima posição em área territorial com uma área de cerca de 2.604,417 km². Ele se limita ao norte com o Amazonas, ao sul com os municípios de Bujari e Rio Branco, a leste com o município de Rio Branco e a oeste com o município de Bujari.

### Demografia
Sua população em 2021 era de 19 141 habitantes, o que implica em uma densidade demográfica de 5,71 hab./km². O município ocupa o décimo primeiro lugar em população.

#### Religião
A população do Município de Porto Acre com base no critério da religião, segundo o censo do IBGE de 2010, está distribuída desta forma:
| Religião       | %    |
| -------------- | ---- |
| Catolicismo    | 53,1 |
| Protestantismo | 30,1 |
| Outras         | 2,7  |
| Sem religião   | 14,1 |

### Assentamentos
O maior Programa de Assentamento Dirigido (PAD) de Porto Acre é o PAD Humaitá, com 900 famílias e 61 hectares. Os outros PAD são:
- PA Caquetá
- PA Porto Acre
- PA Alonso (parte)
- PA Espinhara II (parte)
- PA Tocantins (parte)
- PAE Barreiro
- PAD Humaitá (parte)
- PDS Nova Esperança
- PE Polo Leiteiro de Porto Acre

## Organização politico-administrativa
O município de Porto Acre possui uma estrutura político-administrativa composta pelo Poder Executivo, chefiado por um prefeito eleito por sufrágio universal, auxiliado diretamente por secretários municipais nomeados por ele, e pelo Poder Legislativo, institucionalizado pela Câmara Municipal de Porto Acre, órgão colegiado de representação dos munícipes que é composto por vereadores também eleitos por sufrágio universal.

### Atuais autoridades municipais de Porto Acre
- Prefeito: Benedito Damasceno "Bené" - PP (2021/-)[8]
- Vice-prefeito: Edna Cuiabano - PC do B (2021/-)[8]
- Presidente da Câmara: José Leal Souza da Cruz - PROS (2021/-)[8]

## Infraestrutura

### Saúde
O município de Porto Acre possui uma taxa de mortalidade infantil de 19,39 óbitos por mil nascidos vivos, de acordo com dados de 2020 do IBGE.
Em 2009, este município possuía 6 estabelecimentos de saúde. De acordo com a Secretaria de Atenção Primária à Saúde do Ministério da Saúde (MS), o Índice de Vulnerabilidade Social (IVS) deste município é de alta vulnerabilidade, indicador criado pelo IPEA e utilizado pelo MS na alocação de profissionais do Programa Mais Médicos.

### Transportes
O principal acesso ao município é por via terrestre, pela rodovia estadual AC-010, que liga a capital Rio Branco à sede do município, num trajeto de cerca de 58 km. Outro meio de chegar à sede do município é por meio fluvial, pelo rio Acre, que corta o município.